# Manuel Dias da Cruz
Manuel Dias da Cruz (? — Rio de Janeiro, 24 de novembro de 1901), segundo Barão da Saúde, foi um renomado e próspero madeireiro carioca, agraciado barão por D. Pedro II a 15 de julho de 1888, "pelos muitos e valiosos serviços que prestou". Foi bisavô do vindouro e consumado escritor Marques Rebelo, pseudônimo de Eddy Dias da Cruz (1907-1973).
Provedor da Igreja da Saúde por devoção, é de crer tenham-lhe nomeado Barão da Saúde por essa razão, embora igualmente conste que a sua serralheria — a Manoel Dias de Cruz & Filho — se localizasse à Rua da Saúde, no bairro de Vila Isabel.
Manuel Dias da Cruz teve por esposa a Sra. Joana Amância Dias da Cruz (? — Petrópolis, 25 de setembro de 1908), a qual dera à luz, entre outros filhos, Alfredo Dias da Cruz, o bacharel Edgard Dias da Cruz († jul. 1898), sócio na Manoel Dias de Cruz & Filho e avô de Marques Rebelo.
A residência de verão dos Dias da Cruz, em Petrópolis, belo chalé em estilo romântico, mandada construir pelo Barão da Saúde (1890), preserva-se inda hoje na outrora Rua de D. Afonso, nº 11, atual Avenida Koeler, nº 215, conhecida por Casa do Barão da Saúde.